# Calle de Arturo Soria

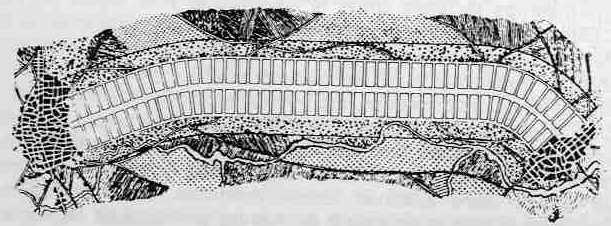
Bandstaden, av Arturo Soria

Gatan Calle de Arturo Soria är den främsta axeln i distriktet Ciudad Lineal (“Bandstaden“) i Madrid. Gatan har namnet efter den berömde stadsplaneraren Arturo Soria, som skapade idén till bandstaden. Med sin 5,8 kilometer löper den genom östra delen av Madrid och förenar distrikten Moratalaz och Hortaleza.
Längs hela sin sträckning från söder till norr går Arturo Soria genom områden som domineras av bostäder. På de perpendikulära smågatorna finns ett överflöd av stadskvarter med villor, låghus, och på sista delen av sträckningen genom Pinar de Chamartín högre byggnader.